# Pulchranthus variegatus
Pulchranthus variegatus là một loài thực vật có hoa trong họ Ô rô. Loài này được (Aubl.) V.M.Baum, Reveal & Nowicke miêu tả khoa học đầu tiên năm 1983.